# Dans les laves du Vésuve
Pour les articles homonymes, voir La Sœur blanche.
Pour plus de détails, voir Fiche technique et Distribution.
Dans les laves du Vésuve (The White Sister) est un film muet américain en noir et blanc réalisé par Henry King, sorti en 1923.
Il s'agit du remake du film de 1915 : La Sœur blanche (The White Sister), de Fred E. Wright (director) (en). Deux remakes suivront :
- La Sœur blanche, film américain de Victor Fleming (1933)
- La Sœur blanche, film mexicain de Tito Davison (en) (1959)

## Synopsis
Angela Chiaromonte, héritière d'un vaste domaine, se retrouve sans argent et sans toit à la mort de son père car sa demi-sœur, la marquise di Mola, détruit le testament divisant la propriété entre les deux sœurs. Le fiancé d'Angela, Giovanni Severini, part pour la guerre en Afrique, lui promettant le mariage à son retour. Lorsque des nouvelles de sa mort arrivent, Angela rejoint un couvent  pour devenir religieuse. Severini, qui était en fait prisonnier, s'évade et retrouve Angela en Italie, et cherche à la persuader de renoncer à ses vœux religieux. Angela le rejette, incapable de quitter l'ordre. Severini meurt en aidant les villageois à échapper à une éruption du Vésuve.

## Fiche technique
- Titre original : The White Sister
- Titre français : Dans les laves du Vésuve
- Réalisation : Henry King
- Scénario : George V. Hobart, Charles E. Whittaker
- Musique : Joseph Carl Breil
  - d'après le roman The White Sister (1909) de Francis Marion Crawford, et d'après la pièce du même nom de Francis Marion Crawford et Walter Hackett
- Direction artistique : Robert M. Haas
- Photographie : Roy Overbaugh
- Montage : Duncan Mansfield
- Producteur : Charles H. Duell
- Société de production : Inspiration Pictures
- Société de distribution : Metro Pictures Corporation
- Pays de production :  États-Unis
- Langue originale : anglais américain
- Format : noir et blanc — 35 mm — 1,37:1 — muet
- Genre : Drame romantique
- Durée : 143 minutes
- Date de sortie :
  - États-Unis : 5 septembre 1923 (Première au "44th Street Theatre" à New-York)

## Distribution
- Lillian Gish : Angela Chiaromonte
- Ronald Colman : Giovanni Severini
- Gail Kane : Marquise di Mola

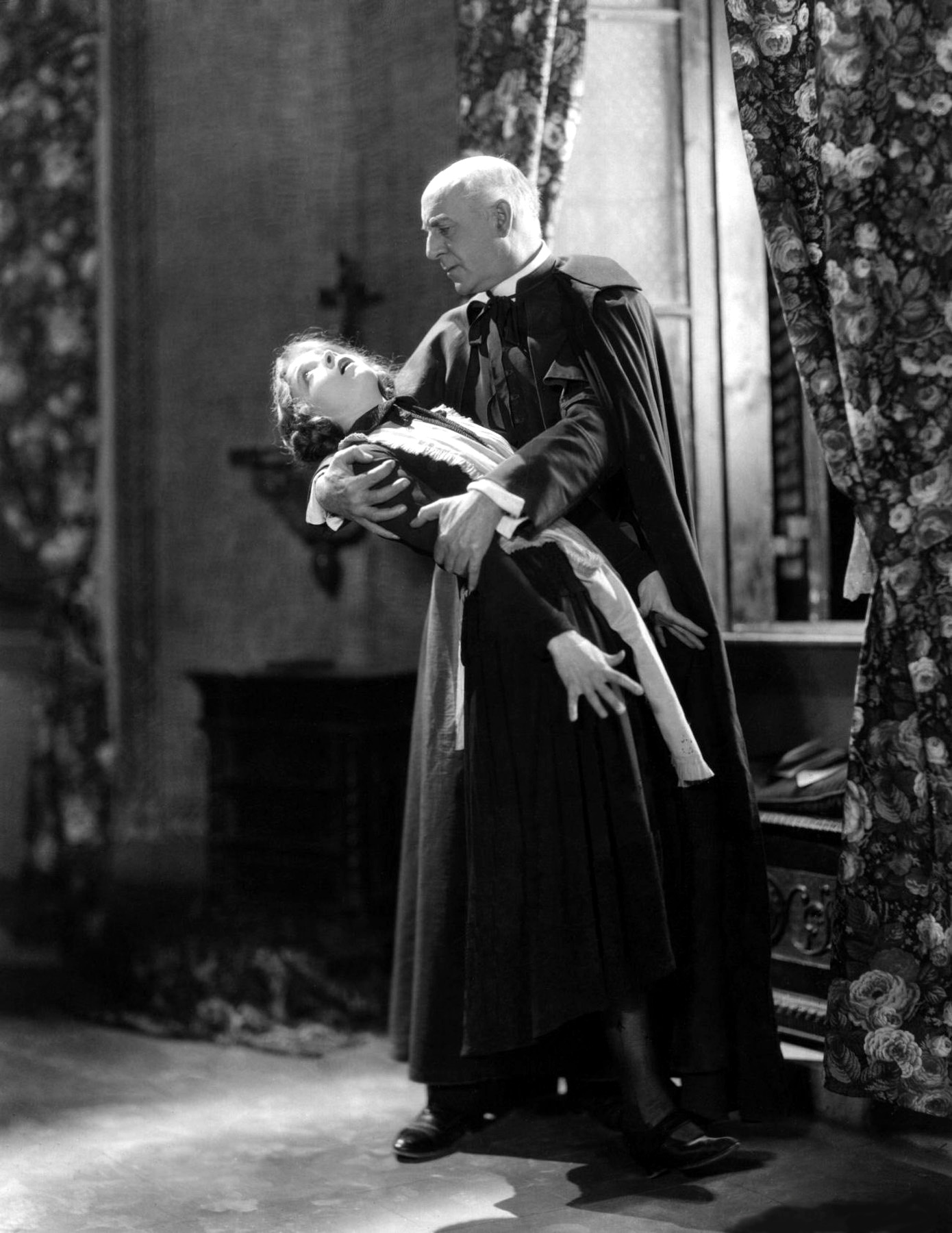
J. Barney Sherry et Lillian Gish.

- J. Barney Sherry : Monsignor Saracinesca
- Charles Lane : Prince Chiaromonte
- Juliette La Violette : Madame Bernard
- Signor Serena : Professeur Ugo Severini
- Alfredo Bertone : Filmore Durand
- Ramón Ibáñez : Comte del Ferice
- Alfredo Martinelli : Alfredo del Ferice
- Ida Carloni Talli : Mère Supérieure
- Giovanni Viccola : Général Mazzini
- Antonio Barda : le tuteur d'Alfredo
- Giacomo D'Attino : un solliciteur
- Michele Gualdi : un solliciteur
- Giuseppe Pavoni : l'Archevêque
- Francesco Socinus : Professeur Torricelli
- Sheik Mahomet : le chef bédouin
- James Abbe : Lieutenant Rossini
- Duncan Mansfield : Commandant Donato